# Siegmund von Bibra

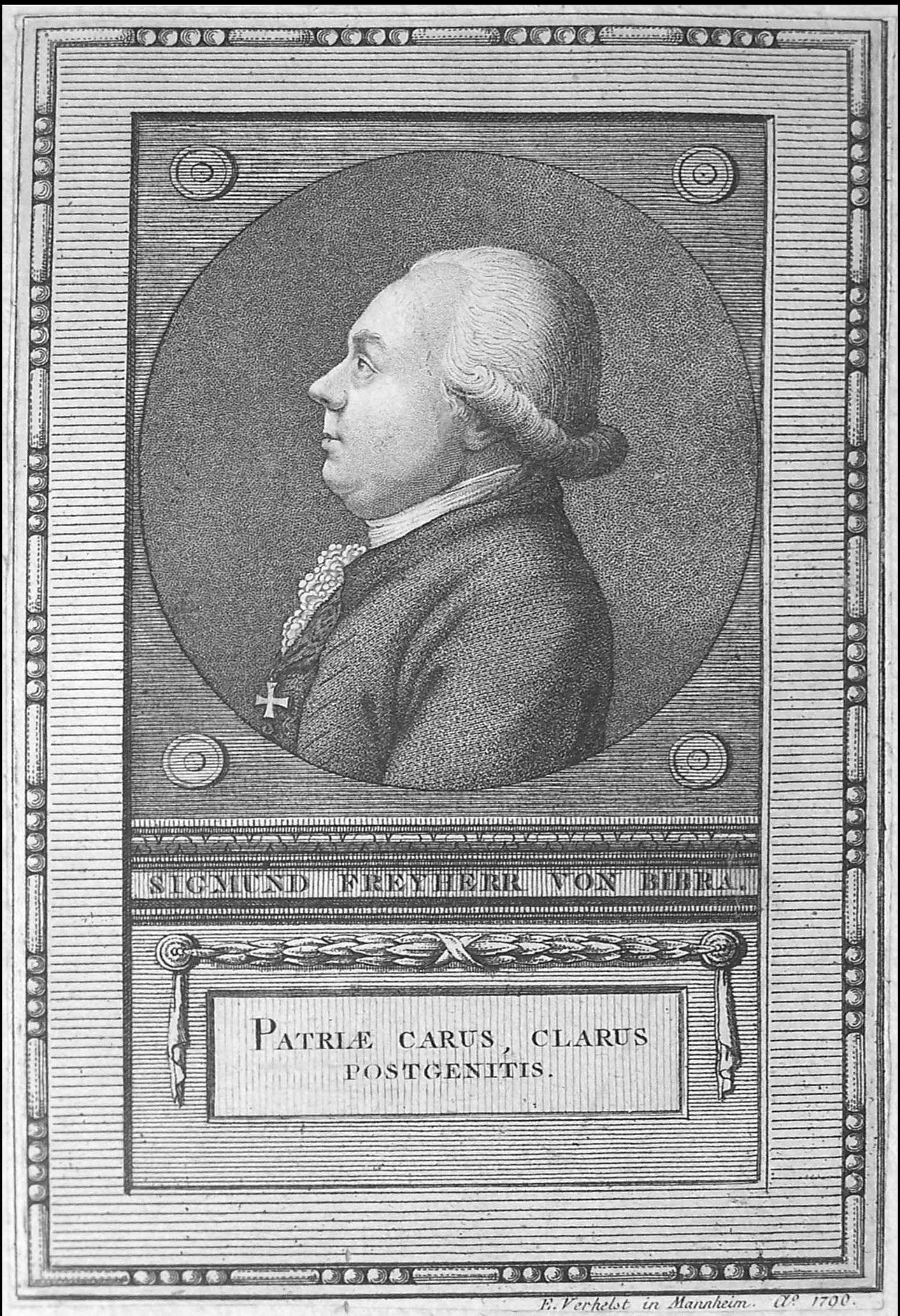
Sigmund Freiherr von Bibra, 1790, gestochen von Egid Verhelst (1733–1804), Mannheim

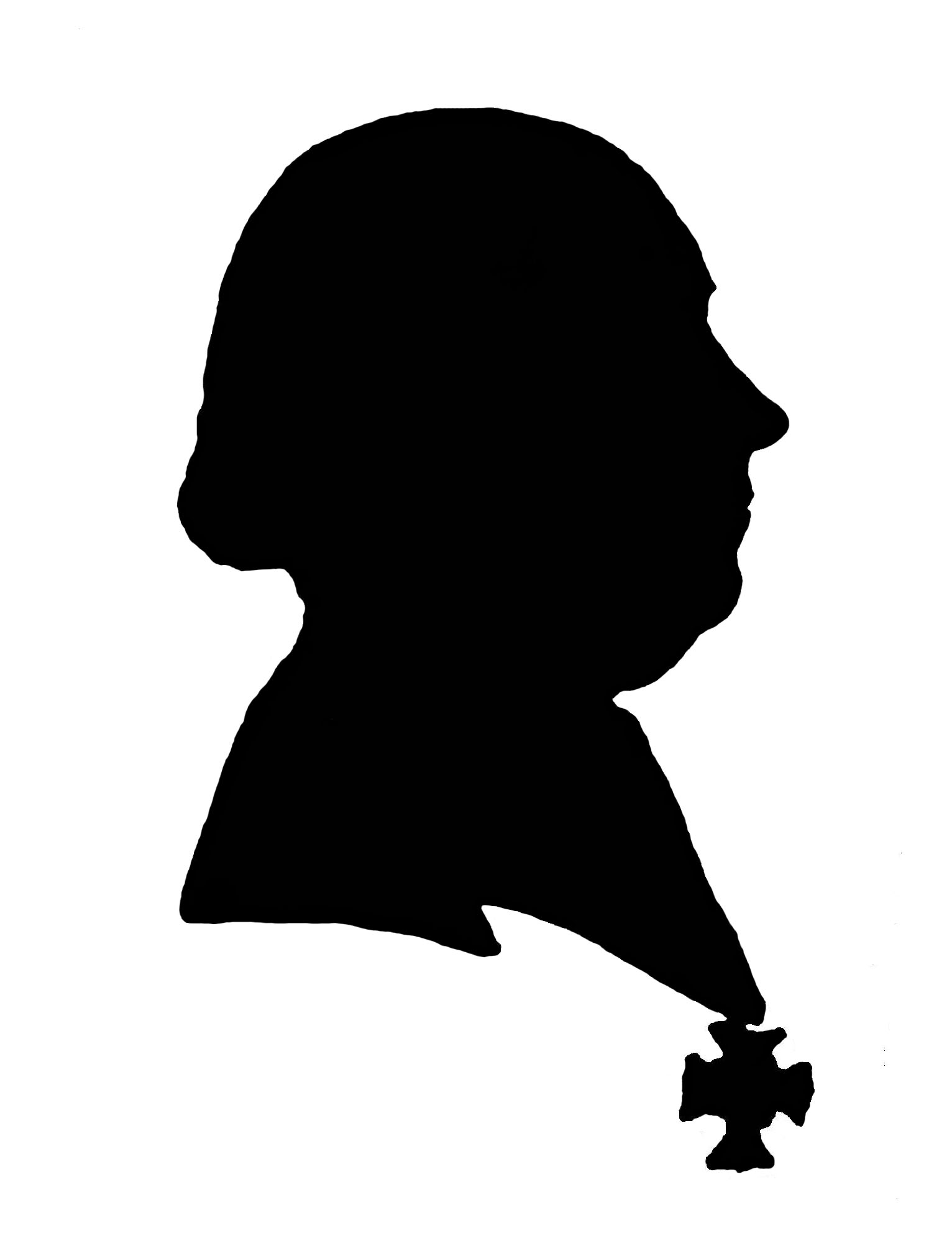
Sigmund Freiherr von Bibra

Philipp Anton von Bibra (seit seiner Profess am 13. November 1768 Siegmund von Bibra, auch Sigmund von Bibra, * 4. November 1750 in Bamberg; † 5. März 1803 in Fulda) war ein deutscher höherer Beamter, Priester, Schriftsteller und Herausgeber eines Gelehrtenblattes in der Spätzeit der Aufklärung. Er stammt aus dem Adelsgeschlecht von Bibra und war zugleich Katholik und Aufklärer.

## Leben
Bibra war von 1758 bis 1761 Schüler des Bamberger Aufseesianum, 1761–1763 Schüler des Jesuitengymnasiums in Fulda und studierte von 1763 bis 1770 katholische Theologie und Kirchenrecht an der Universität Fulda. Den Benediktinern gehörte er unter dem Ordensnamen „Sigmund“ an. Nachdem er 1770–1772 die Ritterakademie in Kremsmünster besucht hatte, wurde er 1772 in Fulda, wo sein Verwandter Heinrich von Bibra Bischof war, Subdiakon und am 18. Dezember 1773 zum Priester geweiht. 1767 wurde er Novize im Stift Fulda, legte dort 1768 die Profess ab, wurde 1776 Kantor und 1778 Kapitular.
Bibra war Mitglied des Illuminatenordens, wo sein Ordensname „Clemens Alexander“ lautete.

## Leistungen
Bibra bekleidete während seines Berufslebens folgende Ämter:
- Stadt Fulda
  - Vizedominats-, Oberrats- und Polizeipräsident 1778–1782
- Hochstift Fulda
  - geistliche Regierung
    - Vizepräsident 1778–1785
    - Präsident 1785–1786

  - weltliche Regierung
    - Hofrentkammer: Präsident 1782–1785, 1788–1794
    - Präsident 1786–1794
- Universität Fulda: Rektor 1782–1786, 1802–1803
- Erzbistum Mainz: Rat 1788–1803

1784 war er Mitherausgeber und von 1785 bis 1792 war er Herausgeber des Journal von und für Deutschland. Außerdem verfasste er zahlreiche Schriften. Er vertrat den Standpunkt einer  katholischen Aufklärung.